# Johann Jakob Staub (Unternehmer)

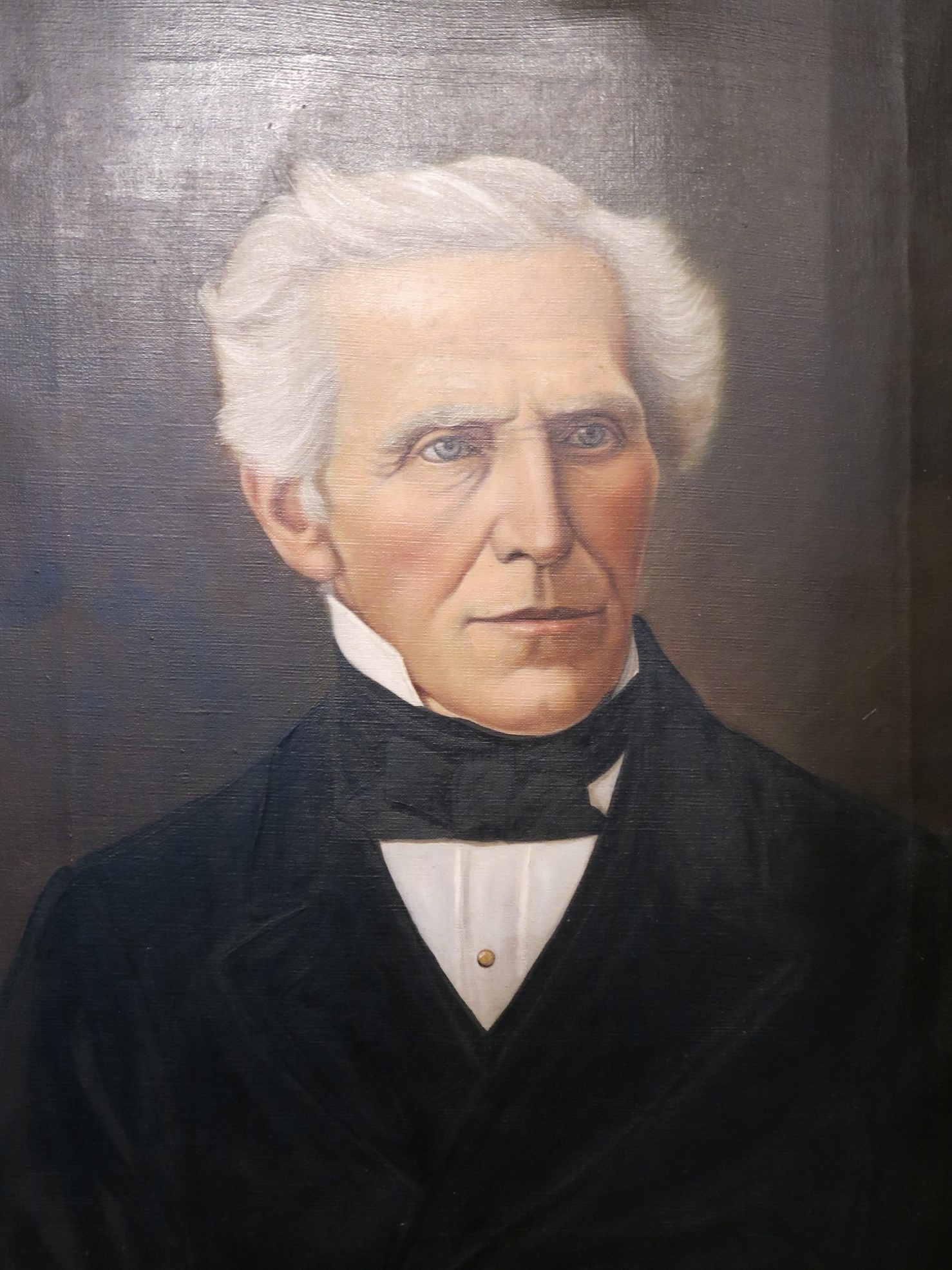
Johann Jakob Staub (Ortsmuseum Sust Horgen)

Johann Jakob Staub  (* 18. Dezember 1803 in Horgen; † 27. Dezember 1888 ebenda) war ein Schweizer Unternehmer und Pionier der Seidenindustrie. Er hat die Jacquardweberei in der Schweiz eingeführt und 1855 die erste Seidenwebschule im Kanton Zürich eröffnet.

## Leben
Staub wuchs in Horgen als Sohn des Leinenweber Johannes Staub und der Emerentiana geborene Brunner auf. Die Staubs entstammten einer alten Weberfamilie. Von 1824 bis 1825 machte er eine Ausbildung als Seidenweber in Lyon und erhielt dort eine Einführung in den neuen Jacquardwebstuhl. Nach seiner Rückkehr nach Horgen stellte er im väterlichen Betrieb im «Staubhaus» (am oberen Ende der Löwengasse, heute «Leue-Huus») die ersten fünf Jacquardstühle auf und produzierte façonnierte Gilets und Bettdecken in Seide, Wolle und Baumwolle. Er heiratete 1827 Regula Abegg, die Tochter des Hans Jakob, Schreiner und Bleicher, und Gründer der Firma Gebrüder Abegg. 
Mit seinem Schwager Hans Heinrich Abegg (1805–1874), Seidenfabrikant in Obermeilen, gründete er 1830 die Kollektivgesellschaft Abegg & Staub und erweiterte das «Staubhaus» mit einem Anbau für 28 Stühle. Um die zusätzlichen Jacquardmaschinen selber herstellen zu können, wurde der alte Leinenweberkeller in eine mechanische Werkstatt umgewandelt. Dort wurde auch eine Kartenschlagmaschine (lissage) zur mechanischen Herstellung der Musterkartons entwickelt. 
Mit der finanziellen Hilfe eines Zürcher Seidenhändlers als Kommanditär konnte 1835 eine neue Fabrik mit 130 Stühlen auf Burghalden erstellt werden, die zur grössten Jacquardweberei der Schweiz wurde. 

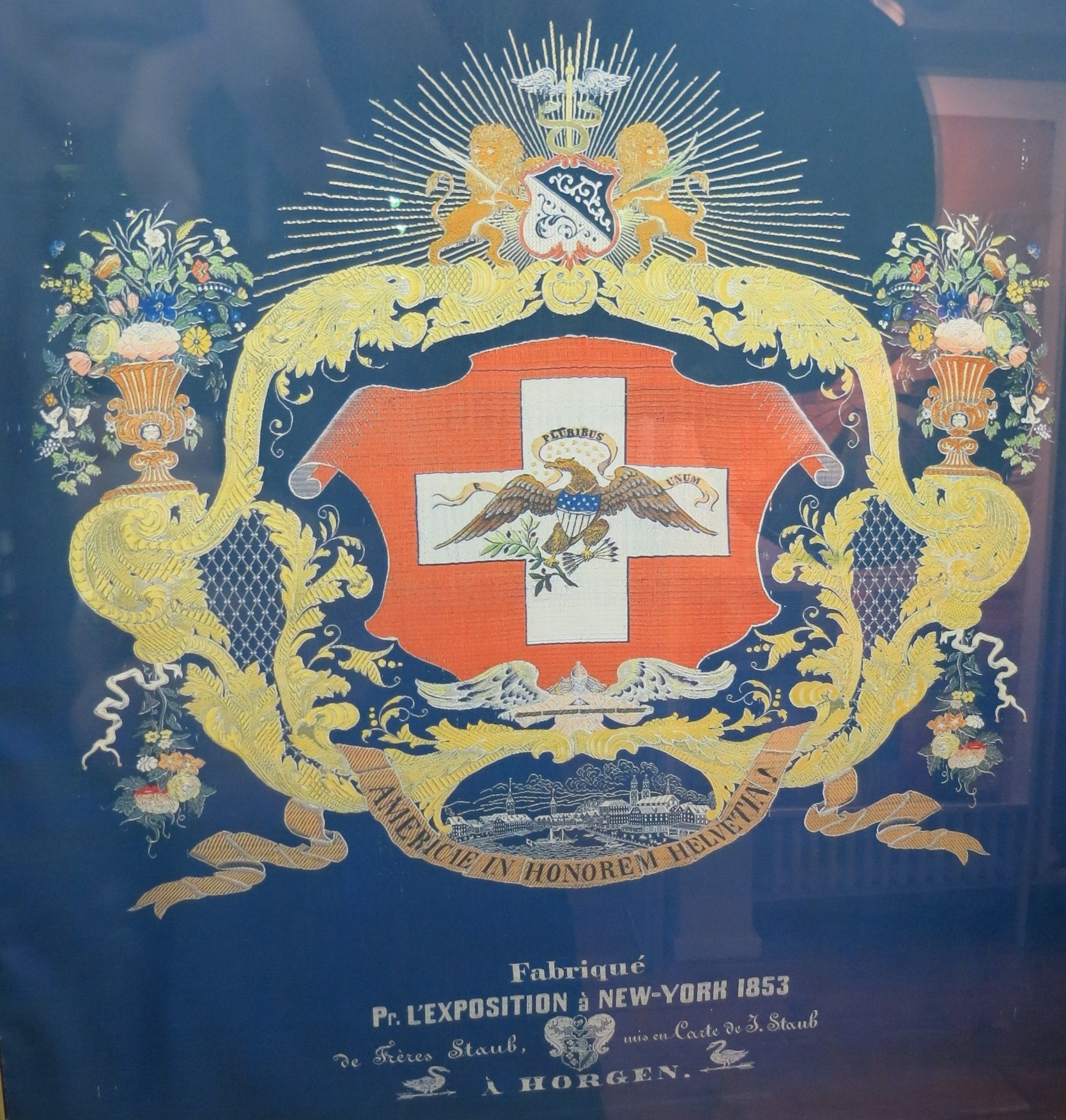
Tableaux aus Seide, Ausstellung 1853 in New York (Ortsmuseum Sust Horgen)

Obwohl die Firma Abegg & Staub in der Herstellung von Façonné-Geweben (Jacquardmusterung) in der Schweiz führend war, hatte sie Mühe gegen die Lyoner Konkurrenten aufzukommen und der geschäftliche Erfolg blieb unter den Erwartungen. 1840 stieg sein Schwager Abegg aus der Firma aus. Die Fabrik auf Burghalden wurde 1880 von der Seidenweberei Baumann & Streuli erworben und um ein Stockwerk erhöht.
Nach der Aufgabe der Seidenweberei eröffnete Staub 1855 in Horgen die erste Webschule im Kanton Zürich. Während eines drei Jahre dauernden Kurses wurden die Studenten gründlich in die Theorie und Praxis eingeführt. Seine private Webschule betrieb er bis 1864, als wegen des amerikanischen Bürgerkriegs (1861–1865) in der Seidenindustrie eine Wirtschaftsflaute eintrat und die Schüler ausblieben.
Staub war langjähriger Gemeinderat in Horgen. In der Milizarmee hatte Staub den Rang eines Obersten. Er war Gründer des Kadettenkorps Horgen und in den ersten neun Jahren dessen Präsident. Er wurde von der Zürcher Seidenindustriegesellschaft zum Ehrenmitglied ernannt.

## Werk
Mit seinem Werk war Staub seiner Zeit voraus. Die fortschrittlichen Versuche der Firma Abegg & Staub anfangs der 1860er Jahre mit der Fabrikation von Plüsch (Peluche) und Samt (Sammet) als Doppelgewebe, anstelle der alten Methode des Ruthenschnitts (Flechterei), musste damals aus Mangel an dazu nötigen Hilfsindustrien wieder aufgegeben werden. Anfangs der fünfziger Jahre konnte Staub den Fabrikanten Caspar Honegger in Rüti überzeugen, die ersten Versuche mit der mechanischen Seidenweberei vorzunehmen. Auch mit seiner privaten Webschule war Staub Pionier. 1881, 20 Jahre später, wurde die öffentliche Seidenwebschule Zürich gegründet. 

## Schrift
- Aus der alten Zürcher Seidenindustrie. Geschichtlicher Rückblick auf die Entstehung der Seidenindustrie im Kanton Zürich. Im Auftrag der Aufsichtskommission der Webschule in Zürich, 1882. Mitteilungen über Textilindustrie: schweizerische Fachschrift für die gesamte Textilindustrie. Band 11, 1904: Heft 3 doi:10.5169/seals-627375, Heft 4 doi:10.5169/seals-627611, Heft 7 doi:10.5169/seals-628216, Heft 11 doi:10.5169/seals-628667